# Cook River/Weheka
Der Cook River/Weheka ist ein Fluss in Neuseeland, der in den Neuseeländischen Alpen entspringt und an der Westküste der Südinsel in die Tasmansee mündet. Weheka bedeutet bei den Māori „die Teilung“.

## Geographie
Der Fluss stellt den Hauptabfluss des La Perouse-Gletschers dar, welcher an der Nordwestflanke einer Kette von Dreitausendern beginnt, darunter der 3144 m hohe Mount Teichelmann. Von dort fließt er mit zwei Kurven in nordwestlicher Richtung zur Tasmansee und nimmt dabei den Balfour River und den Fox River auf. Beide Flüsse entwässern ebenfalls Gletscher, der letztere den bekannten Fox-Gletscher.

## Infrastruktur
Nördlich am Zufluss des Fox River liegt die Ortschaft Fox Glacier. Durch diese verläuft der New Zealand State Highway 6. Ein Wanderweg führt am unteren Flusslauf des Cook River/Weheka zur Küste.